# Melvin Capital
Melvin Capital Management LP là một công ty quản lý đầu tư của Mỹ được thành lập vào năm 2014 bởi Gabriel Plotkin và có trụ sở tại Thành phố New York. Công ty đầu tư chủ yếu vào cổ phiếu công nghệ và tiêu dùng và được báo cáo có tài sản 12,5 tỷ đô la Mỹ được quản lý tính đến tháng 1 năm 2021.